# Grytvättespindel
Grytvättespindel (Porrhomma campbelli) är en spindelart som beskrevs av F. O. Pickard-Cambridge 1894. Grytvättespindel ingår i släktet Porrhomma och familjen täckvävarspindlar. Arten är reproducerande i Sverige. Inga underarter finns listade i Catalogue of Life.